# Werkmeester
Een werkmeester is de leider van een ploeg arbeiders. Een werkmeester wordt ook ploegbaas of voorman, en in België ook wel meestergast genoemd. In een niet-technische werkomgeving wordt meestal de term teamleider gehanteerd.
De term wordt ook gebruikt als synoniem voor opzichter, dus degene die controleert of het werk door de ploeg goed wordt uitgevoerd, en als synoniem voor werkplaatsleider, dus degene die in de werkplaats het werk coördineert en controleert. In de bouw is het woord werkmeester (in de betekenis van leider van een groep arbeiders) in onbruik geraakt, en wordt meestal gesproken van ploegbaas of voorman.
De term werkmeester wordt in het gevangeniswezen in meer specifieke zin gebruikt om de beroepskracht aan te duiden die de gedetineerden via werk helpt met reïntegreren in de maatschappij. De werkmeester begeleidt de gedetineerden tijdens het uitvoeren van hun werkzaamheden in de werkplaats, draagt verantwoordelijkheid voor de veiligheid op de afdeling met betrekking tot het werk, onderwijst in de benodigde technieken, controleert de geproduceerde zaken en legt vast wat heeft plaatsgevonden in de werkplaats.
Een werkmeester van de reclassering begeleidt mensen die een taakstraf/werkstraf opgelegd hebben gekregen.